# Zanguoping (sockenhuvudort i Kina, Hunan Sheng, lat 29,03, long 109,35)
Zanguoping (kinesiska: 咱果坪, 咱果乡) är en sockenhuvudort i Kina. Den ligger i provinsen Hunan, i den södra delen av landet, omkring 370 kilometer väster om provinshuvudstaden Changsha. Antalet invånare är 10 292. Befolkningen består av 4 826 kvinnor och 5 466 män. Barn under 15 år utgör 20,0 %, vuxna 15-64 år 72 %, och äldre över 65 år 7,0 %.
Runt Zanguoping är det ganska tätbefolkat, med 144 invånare per kvadratkilometer. Närmaste större samhälle är Guitangba, 12,7 km nordväst om Zanguoping. I omgivningarna runt Zanguoping växer i huvudsak blandskog.
Genomsnittlig årsnederbörd är 1 705 millimeter. Den regnigaste månaden är maj, med i genomsnitt 293 mm nederbörd, och den torraste är december, med 26 mm nederbörd.